# Joan Hackett
Joan Hackett (East Harlem, Nova York, 1 de març de 1934 -  Encino, Califòrnia, 8 d'octubre de 1983) va ser una actriu estatunidenca.
D'origen irlandès i italià, els seus pares l'eduquen en la fe catòlica i l'envien a l'escola catòlica, on no ha estat sempre assídua. Comença a fer el paper de Gail Prentiss en la sèrie de televisió Young Doctor Malone en 1959. Té un paper important en l'episodi de la Quarta Dimensió: Un piano en la casa (A Piano in the House), el 1962. Obté encara un paper important en The Group de Sidney Lumet el 1966 amb Candice Bergen, Larry Hagman, Richard Mulligan, Joanna Pettet, i d'altres. És sens dubte sobretot coneguda pel seu paper de Catherine Allen davant de Charlton Heston en Will Penny (1968). Interpreta un paper notable també en el western còmic Support Your Local Sheriff! (1969) amb James Garner.
Ha obtingut un Globus d'Or a la millor actriu secundària pel seu paper en Només quan ric  (1981), la seva última pel·lícula abans la seva mort. Va morir d'un càncer d'ovaris als 49 anys; els seus dos pares van morir també de càncer.
És enterrada a la cripta del Mausoleu del cementiri Hollywood Forever a Hollywood, Califòrnia. El seu epitafi la presenta com una bellesa adormida reclamant la tranquil·litat: "Go Away - I'm Asleep". Casada de 1965 a 1973 amb Richard Mulligan, que té també un paper en The Group.

## Filmografia
Cinema
- 1966: Un grup de dones (The Group): Dottie
- 1968: Will Penny: Catherine Allen
- 1973: The Last of Sheila: Lee
- 1975: The Terminal man: el metge Janet Ross
- 1981: Només quan ric (Only When I Laugh)

Premis
- Millor actriu secundària als  Globus d'Or l'any 1982, per Only When I Laugh